# Chris McCann
Christopher John "Chris" McCann (Dublin, 21 juli 1987) is een Iers voetballer die als centrale middenvelder speelt. Hij speelt sinds 2013 bij Wigan Athletic, dat hem transfervrij weghaalde bij Burnley.

## Clubcarrière
Burnley haalde Chris McCann in 2004 weg bij het Ierse Home Farm. Hij debuteerde op achttienjarige leeftijd voor Burnley op 13 augustus 2005 tegen Coventry City. Op 27 september 2005 scoorde hij zijn eerste profdoelpunt voor Burnley tegen Ipswich Town. In 2009 promoveerde hij met de club naar de Premier League. Hij speelde slechts zeven wedstrijden in de Premier League en aan het eind van het seizoen degradeerde de club terug naar de Championship. In zeven seizoenen scoorde hij 27 doelpunten uit 238 competitiewedstrijden voor The Clarets. Op 26 juni 2013 tekende hij als transfervrije speler een driejarig contract bij het gedegradeerde Wigan Athletic. Op 3 augustus 2013 debuteerde hij voor Wigan Athletic op de openingsspeeldag van het seizoen 2013/14 als invaller tegen Barnsley (0-4 winst). Vijf dagen later speelde hij mee in de Community Shield tegen Manchester United (2-0 verlies).